# Dalibor Čutura
Dalibor Čutura (szerbül: Далибор Чутура, Zombor, 1975. június 11. –) Európa-bajnoki ezüstérmes szerb válogatott kézilabdázó, edző.

## Pályafutása

### Klubcsapatokban
Pályafutását a Železničar Nišben kezdte, majd Magyarországra, a Fotex Veszprémhez igazolt. Bajnok és kupagyőztes lett a bakonyi klubbal, egy szezon elteltével azonban távozott és a Lovćen Cetinje játékosa lett. Kétszer nyert bajnoki címet hazájában, majd Spanyolországba igazolt, ahol több klubcsapatban is megfordult. Összesen tíz évet töltött el az Alcobendas, az Arrate és az Ademar León együtteseiben. 2012-ben Romániába, a Constanța csapatához igazolt. 2013-ban és 2014-ben megnyerte a bajnokságot és a kupát is a csapattal, 2015-től pedig még aktív játékosként elkezdett dolgozni a szerb válogatott csapatmenedzsereként.

### A válogatottban
A szerb válogatottal ezüstérmet szerzett a hazai rendezésű 2012-es Európa-bajnokságon és részt vett a londoni olimpián is.

## Magánélet
Fia kilencévesen, nem sokkal a londoni olimpia kezdete előtt halt meg egy játszótéri balesetben. Öccse, Davor Čutura szintén kézilabdázó.

## Sikerei, díjai
Fotex Veszprém
- Magyar bajnok: 1999
- Magyar Kupa-győztes: 1999

Lovćen Cetinje
- Jugoszláv bajnok: 2000, 2001

Constanța
- Román bajnok: 2013, 2014
- Román Kupa-győztes: 2013, 2014